# Eskorta

Mapa del Peloponeso con sus principales ubicaciones durante la Alta Edad Media.

Eskorta (en griego: τὰ Σκορτὰ, francés: Skorta) fue el nombre usado en los siglos XIII y XIV, durante el período de dominio franco en el Peloponeso, para designar la mitad occidental montañosa de la región de Arcadia, que separaba los valles costeros del oeste (Elis) y el suroeste (Mesenia) del Peloponeso de la meseta de Arcadia en el interior. El nombre es encontrado principalmente en las diferentes versiones de la Crónica de Morea. Aparece también, como Eskodra y Eskorda (Σκορδὰ, Σκοδρὰ), en la crónica de Pseudo-Doroteo de Monemvasia.
La parte norte de esta zona, alrededor de Akova, también era conocido por el nombre griego de Mesarea (Μεσαρέα, un término común en Grecia por lugares del interior, cf. Mesaria); en algunos casos, cuando se yuxtaponen con Mesarea, el término «Eskorta» está limitada a la parte sur, alrededor de Karitena. La población local era famosa por su carácter rebelde y nunca se sometió plenamente a los príncipes francos de Acaya. Frecuentemente se alzaban en rebelión, con la ayuda de los griegos bizantinos de la provincia de Mistrá. Como resultado, dos de las baronías más poderosas de Acaya fueron establecidas para controlar la región, la Baronía de Akova en el norte y la Baronía de Karitena (o Eskorta) en el sur.
La región de Eskorta se alzó en rebelión alrededor de 1302, cuando el príncipe Felipe de Saboya incremento nuevos impuestos a la nobleza local griega. Aprovechando la ausencia del mariscal del Principado, Nicolás III de Saint Omer, que llevaba consigo muchas de sus tropas para una campaña en Tesalia, y con la ayuda de los bizantinos de Mistrá, los rebeldes tomaron y quemaron el territorio de los castillos de Santa Elena y de Crèvecoeur, y pusieron sitio al castillo de Beaufort. Cuando el príncipe con las levas de sus feudatarios se movilizaron contra los griegos, sin embargo, éstos optaron por retirarse, y el dominio franco fue rápidamente restablecido sobre la región.